# Elecciones provinciales de Jujuy de 1987
Las elecciones generales de la provincia de Jujuy de 1987 tuvieron lugar el domingo 6 de septiembre del mencionado año, con el objetivo de renovar los cargos de Gobernador y Vicegobernador, y 33 de las 48 bancas de la Legislatura Provincial. Debido a una reforma constitucional realizada en 1985, se había incrementado el tamaño de la legislatura de 30 a 48 bancas, aunque se mantuvo el sistema de elección escalonada. De este modo, 24 diputados de los elegidos en 1987 tendrían un mandato de cuatro años hasta 1991, mientras que los 9 restantes cumplirían un período acortado de dos años y se renovarían junto con los otros 15 en la siguiente elección legislativa, en 1989. Los comicios se realizaron al mismo tiempo que las elecciones legislativas a nivel nacional.
El candidato Ricardo de Aparici, del oficialista Partido Justicialista (PJ), logró una victoria holgada con el 43.88% de los votos contra el 33.69% que logró Próspero Nieva, de la Unión Cívica Radical (UCR), gobernante entonces a nivel nacional, que además había formado una coalición con el Movimiento Popular Jujeño (MPJ) y el Partido Federal (PF), la "Alianza Convergencia". En tercer lugar, con el 16.36%, quedó el empresario y periodista Annuar Jorge, del Movimiento de Unidad Renovadora (MUR). Con respecto a la renovación legislativa, el PJ logró obtener 15 de las 33 bancas en disputa contra 13 de la Alianza Convergencia y 5 del Movimiento de Unidad Renovadora. De este modo, el PJ obtuvo la mayoría simple de la legisaltura con 22 de las 48 bancas, mientras que el frente UCR-MPJ fue la segunda minoría con 21 escaños, y el MUR como tercera fuerza con los 5 restantes. La participación fue del 80.66% del electorado registrado.
Los cargos electos asumieron el 10 de diciembre. De Aparici no pudo completar su mandato constitucional debido a que renunció el 2 de noviembre de 1990 en medio de una complicada situación política. Fue sucedido por su vicegobernador Eduardo Alderete. Hasta 2003, ninguno de los siguientes gobernadores jujeños podría completar su mandato.

## Antecedentes
Con la caída de la dictadura militar y el retorno de la democracia en Argentina, Carlos Snopek, del Partido Justicialista (PJ) resultó elegido gobernador de Jujuy por segunda vez (habiéndolo sido ya en el último gobierno previo al golpe de 1976) con el 46.75% de los votos. Durante el mandato de Snopek, el peronismo jujeño enfrentó una fuerte división entre el oficialismo, ligado a la figura de Snopek, y una facción denominada "disidente", encabezada por Ricardo de Aparici. En las elecciones legislativas de medio término, De Aparici concurrió con una lista distinta a la que apoyaba a Snopek y logró representar una fuerza coherente al lograr 3 de las 15 bancas contra 4 del PJ oficial. Al mismo tiempo, la oposición provincial, encabezada por la Unión Cívica Radical (UCR) y el Movimiento Popular Jujeño (MPJ), que se habían contrapesado mutuamente en 1983, comenzó a discutir la posibilidad de una alianza aprovechando la división oficialista.
A partir de 1985, había comenzado en la provincia un intenso debate sobre la necesidad de reformar la constitución provincial, que databa de 1935, con el objetivo de modernizarla y agregar varios derechos sociales que no constaban en ella. Mientras que tanto el PJ como la UCR y el MPJ estaban de acuerdo en la necesidad de dicha reforma, el debate radicaba en los medios utilizados para realizarla. La UCR y el MPJ mantenían la idea de convocar a una convención constituyente, mientras que varios sectores del justicialismo querían buscar una manera de derogar el decreto militar de 1955 que había derogado la constitución de 1949 tras el derrocamiento de Perón. Dado que el MPJ y la UCR poseían juntos una mayoría en la cámara legislativa, el peronismo jujeño se acabó resignando a aceptar celebrar elecciones para una convención constituyente. La reforma fue aprobada por unanimidad de los 30 legisladores el 12 de junio de 1985.
Las elecciones de convencionales constituyentes tuvieron lugar el 2 de noviembre de 1985 con una estrecha victoria para la Unión Cívica Radical, que obtuvo el 33.99% de los votos contra el 23.24% del peronismo oficialista, el 18.91% del peronismo disidente, y el 16.86% del MPJ. La convención tuvo, de este modo, una mayoría opositora de 16 sobre 30 (11 convencionales radicales y 5 del MPJ), contra 14 del PJ (8 oficialistas y 6 disidentes). Esto obligó a que prácticamente todos los puntos de la nueva constitución debieran ser consensuados entre las distintas partes representadas. Los cuatro puntos más importantes de la reforma realizada fueron: el aumento del tamaño de la Legislatura de 30 a 48, todavía elegidos de manera escalonada; la consagración constitucional de la representación proporcional por listas como medio de elección de la misma (anteriormente, la ley electoral podía ser modificada por la Legislatura y la constitución no imponía ningún sistema en particular); el gobernador podría ser elegido nuevamente habiendo pasado un período de por medio, y sus parientes tendrían prohibido presentarse al cargo mientras él estuviera ejerciéndolo; y la inclusión del referéndum y la consulta popular. La constitución fue jurada el 18 de noviembre de 1986.

## Candidaturas
Los resultados de las elecciones de diputados provinciales y posteriormente las de convencionales demostraron a la dirigencia justicialista que, para volver a ganar las elecciones, sería forzosamente necesario que las dos partes divididas presentaran una candidatura única. De este modo, Snopek pactó con De Aparici su candidatura a gobernador, siempre y cuando él fuera reelegido como presidente del partido a nivel provincial. El compañero de fórmula de De Aparici fue Eduardo Alderete. Simultáneamente, el Movimiento Popular Jujeño y la Unión Cívica Radical acordaron formar un frente electoral que evitara la dispersión del voto ocurrida en 1983. A este frente se le denominó "Alianza Convergencia" y llevó la candidatura a gobernador del dirigente Próspero Nieva. Sin embargo, la alianza sufrió un revés cuando un importante sector del radicalismo, encabezado por el empresario Annuar Jorge, se opuso a dicho pacto y, tras decidir inicialmente que fundarían una línea interna dentro de la UCR, resolvió escindirse como un partido político separado, denominado Movimiento de Unidad Renovadora, que presentó la candidatura de Jorge a la goberanción. La nueva formación atrajo el voto de varios peronistas disconformes con el pacto Snopek-De Aparici.

## Resultados

### Gobernador y Vicegobernador
|  | 43.88 % |

|  | 33.69 % |

|  | 16.36 % |

|  | 2.07 % |

|  | 0.89 % |

|  | 0.75 % |

|  | 0.72 % |

|  | 0.48 % |

|  | 0.40 % |

|  | 0.39 % |

|  | 0.40 % |

|  | 98.00 % |

|  | 1.44 % |

|  | 0.41 % |

|  | 0.16 % |

|  | 100.00 % |

|  | 80.66 % |

### Legislatura Provincial
|  | 42.96 % |

|  | 35.26 % |

|  | 14.47 % |

|  | 2.36 % |

|  | 1.34 % |

|  | 0.94 % |

|  | 0.88 % |

|  | 0.51 % |

|  | 0.44 % |

|  | 0.42 % |

|  | 0.42 % |

|  | 96.28 % |

|  | 2.04 % |

|  | 0.35 % |

|  | 1.33 % |

|  | 100.00 % |

|  | 80.66 % |